# Mittelmeerspiele 2018/Schießen
Die Schießwettbewerbe der Mittelmeerspiele 2018 fanden vom 23. bis zum 24. Juni 2018 auf der Shooting Range Jordi Tarragó und im Sant Salvador Pavilion statt.

## Ergebnisse Männer

### Luftpistole 10 m
| Platz | Athlet                         | Land | Punkte |
| ----- | ------------------------------ | ---- | ------ |
| 1     | Damir Mikec                    | SRB  | 240,9  |
| 2     | Kevin Venta                    | SLO  | 237,5  |
| 3     | João Costa                     | POR  | 217,0  |
| 4     | İsmail Keleş                   | TUR  | 197,5  |
| 5     | Yusuf Dikeç                    | TUR  | 176,5  |
| 6     | Dimitrije Grgic                | SRB  | 156,1  |
| 7     | Dario Di Martino               | ITA  | 135,4  |
| 8     | Pablo Abensaid Carrera Vazquez | ESP  | 112,7  |

Datum: 23. Juni 2018

### Luftgewehr 10 m
| Platz | Athlet             | Land | Punkte |
| ----- | ------------------ | ---- | ------ |
| 1     | Milutin Stefanović | SRB  | 247,5  |
| 2     | Jorge Diaz Garcia  | ESP  | 247,2  |
| 3     | Simon Weithaler    | ITA  | 225,3  |
| 4     | Lazar Kovacevic    | SRB  | 205,0  |
| 5     | Borna Petanjek     | CRO  | 183,0  |
| 6     | Omer Akgun         | TUR  | 161,7  |
| 7     | Lorenzo Bacci      | ITA  | 141,8  |
| 8     | Marin Čerina       | CRO  | 121,5  |

Datum: 24. Juni 2018

### Trap
| Platz | Athlet                   | Land | Punkte |
| ----- | ------------------------ | ---- | ------ |
| 1     | Antonio Bailon Rodriguez | ESP  | 47     |
| 2     | Ahmed Kamar              | EGY  | 46     |
| 3     | Giovanni Pellielo        | ITA  | 37     |
| 4     | Giovanni Cernogoraz      | CRO  | 27     |
| 5     | João Paulo Azevedo       | POR  | 24     |
| 6     | José Faria               | POR  | 20     |

Datum: 24. Juni 2018

## Ergebnisse Frauen

### Luftpistole 10 m
| Platz | Athlet                       | Land | Punkte |
| ----- | ---------------------------- | ---- | ------ |
| 1     | Anna Korakaki                | GRE  | 240,2  |
| 2     | Zorana Arunović              | SRB  | 239,9  |
| 3     | Afaf El-Hodhod               | EGY  | 214,6  |
| 4     | Bobana Momcilovic Velickovic | SRB  | 194,5  |
| 5     | Joana Castelão               | POR  | 171,0  |
| 6     | Canan Turkoglu Yavuz         | TUR  | 150,4  |
| 7     | Eleanor Bezzina              | MLT  | 132,2  |
| 8     | Dimitra Papakanellou         | GRE  | 109,9  |

Datum: 23. Juni 2018

### Luftgewehr 10 m
| Platz | Athlet            | Land | Punkte |
| ----- | ----------------- | ---- | ------ |
| 1     | Andrea Arsović    | SRB  | 246,9  |
| 2     | Martina Ziviani   | ITA  | 246,8  |
| 3     | Živa Dvoršak      | SLO  | 225,9  |
| 4     | Snježana Pejčić   | CRO  | 204,4  |
| 5     | Milica Babic      | SRB  | 183,7  |
| 6     | Urska Kuharic     | SLO  | 163,4  |
| 7     | Tanja Perec       | CRO  | 142,2  |
| 8     | Nuria Bonet Vilar | ESP  | 119,9  |

Datum: 24. Juni 2018

### Trap
| Platz | Athlet                 | Land | Punkte |
| ----- | ---------------------- | ---- | ------ |
| 1     | Alessandra Perilli     | SMR  | 41     |
| 2     | Fátima Gálvez Marín    | ESP  | 41     |
| 3     | Marialucia Palmitessa  | ITA  | 31     |
| 4     | Jessica Rossi          | ITA  | 27     |
| 5     | Sfiye Sariturk         | TUR  | 24     |
| 6     | Georgia Konstantinidou | CYP  | 17     |

Datum: 24. Juni 2018